# Akaflieg Karlsruhe AK-5b
Die Akaflieg Karlsruhe AK-5b ist ein Segelflugzeug, das Nachfolgemodell der AK-5. Bei diesem Typ wurden einige negativ aufgefallene Eigenschaften der ursprünglichen AK-5 geändert. Im Vereinsbetrieb der Akaflieg Karlsruhe ist die AK-5b aufgrund ihrer gutmütigen Flugeigenschaften der erste Schulungseinsitzer.
Die AK-5b sollte als Übergangsprojekt die Lücke zwischen AK-5 und AK-8 schließen. Es wurde jedoch im Laufe der Entwicklung beschlossen, einige Änderungen an der Konstruktion vorzunehmen. So wurde die AK-5b mit Kohlenstoff-, Aramid- und Glasfasern gebaut. Die Steuerung wurde neu konstruiert, auf Grund mangelnder Kinematikprogramme wurde die Konstruktion rechnerisch in AutoCAD ausprobiert und berechnet. Im Gegensatz zur AK-5, die eine Glasflügel-Parallelogrammsteuerung besitzt, hat die AK-5b eine Schwenkknüppelsteuerung. Außerdem wurde die Haubenkonstruktion nach neuen Erkenntnissen in der Crashsicherheit neu ausgelegt. Sie bekam einen neuen Öffnungs- und Notabwurfmechanismus.

## Technische Daten
| Kenngröße             | Daten    |
| --------------------- | -------- |
| Besatzung             | 1        |
| Spannweite            | 15 m     |
| Flügelfläche          | 10,66 m² |
| Flügelstreckung       | 21,1     |
| Rumpflänge            | 6,80 m   |
| Leermasse             | 276,7 kg |
| max. Startmasse       | 485 kg   |
| Höchstgeschwindigkeit | 270 km/h |
| Gleitzahl             | 39       |
| Geringstes Sinken     | 0,58 m/s |